# Lesan
Lesan (en francès Lézan) és un municipi francès situat al departament del Gard i a la regió d'Occitània.